# رومانوس ملیکیان
رومانوس هواکیمی ملیکیان (ارمنی: Ռոմանոս Հովակիմի Մելիքյան)؛ ۱ اکتبر ۱۸۸۳ – ۳۰ مارس ۱۹۳۵) یک آهنگساز، موسیقی‌شناس، رهبر ارکستر و مدرس اهل ارمنستان بود. در سال ۱۹۱۴ وی از کنسرواتوار سنت پیترزبورگ فارغ‌التحصیل شد. در سال ۱۹۲۵ «مدرسه موسیقی استپاناکرت» را بنیانگذاری نمود. در سال ۱۹۳۳ وی بانی تالار اپرای ارمنستان شد. رومانوس ملیکیان در پانتئون کومیتاس که در مرکز شهر ایروان واقع شده‌است به خاک سپرده شده‌است.

## نگارخانه

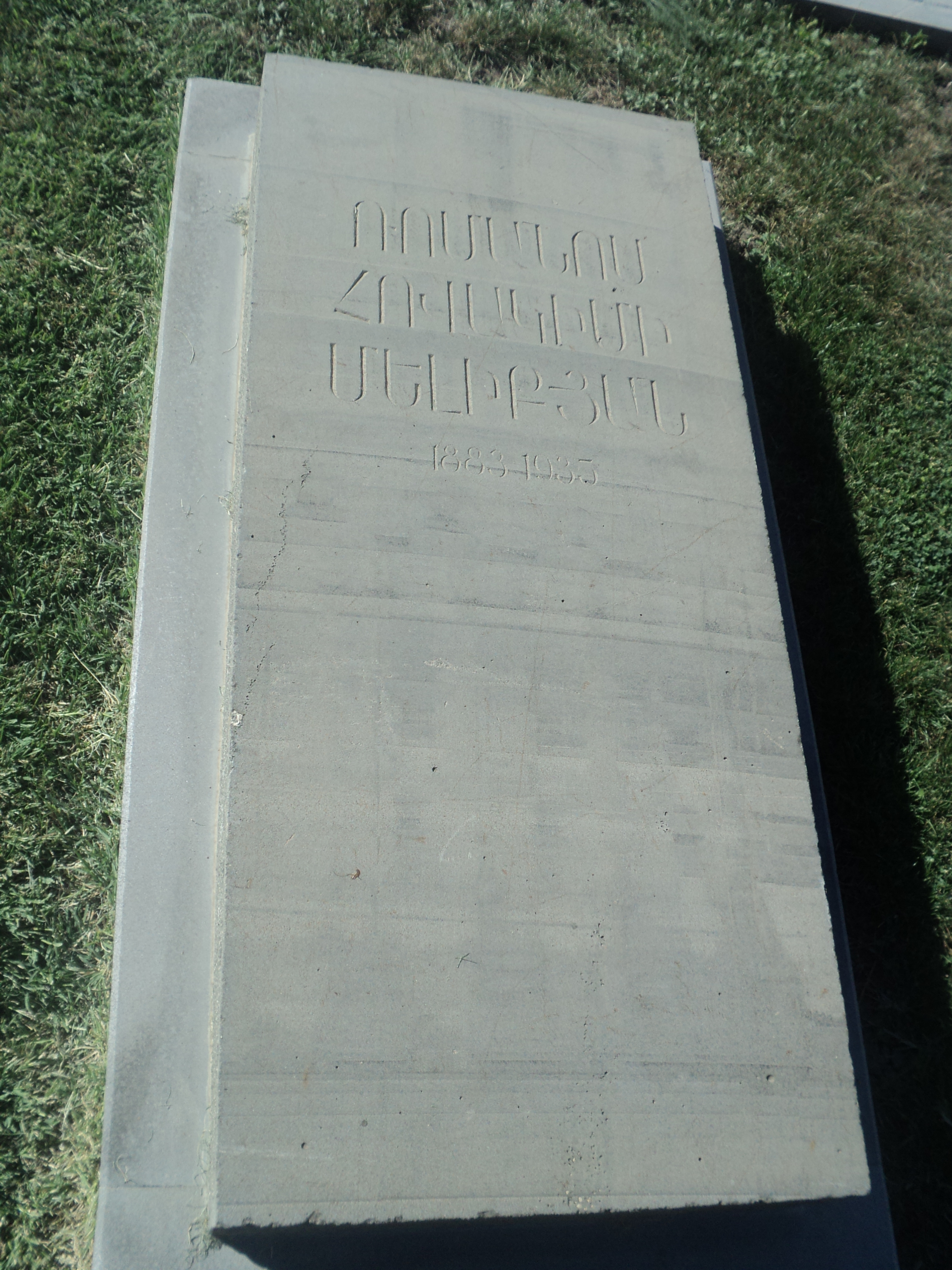
آرامگاه رومانوس ملیکیان در پانتئون کومیتاس